# 22533 Krishnan
22533 Krishnan este un asteroid din centura principală de asteroizi.

## Descriere
22533 Krishnan este un asteroid din centura principală de asteroizi. A fost descoperit pe 20 martie 1998 la Socorro, New Mexico, în cadrul proiectului LINEAR. Asteroidul prezintă o orbită caracterizată de o semiaxă mare de 2,42 ua, o excentricitate de 0,20 și o înclinație de 5,7° în raport cu ecliptica.